# Martin Hairer

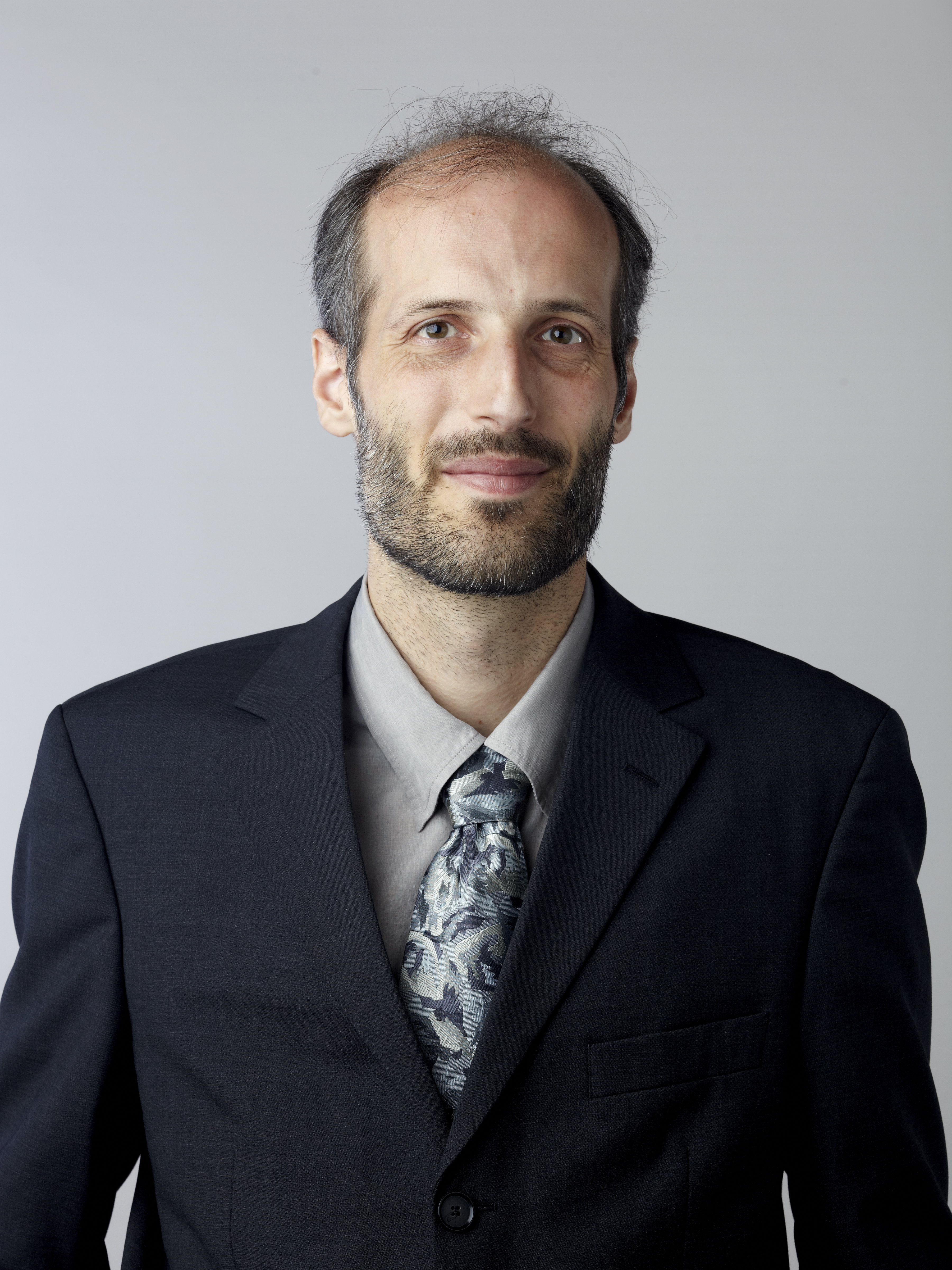
Martin Hairer, 2014

Martin Hairer (* 14. November 1975 in Genf) ist ein österreichischer Mathematiker und  Fields-Medaillen-Träger (2014), der sich mit stochastischen partiellen Differentialgleichungen (SPDE) mit Anwendungen in der statistischen Mechanik beschäftigt. Er ist Professor für Mathematik am Imperial College London und an der EPFL (École Polytechnique Fédérale de Lausanne).

## Leben und Werk
Hairer ging in Genf zur Schule. Er ist der Sohn des Mathematikers Ernst Hairer (Professor in Genf) und von Evi Gröbner. Er studierte Physik mit Mathematik als Nebenfach (Diplom in Physik 1998, Systèmes Mécaniques couplés à des bains thermiques de températures différentes) an der Universität Genf, wo er 2001 in Physik bei Jean-Pierre Eckmann promoviert wurde (Comportement Asymptotique d´Equations à Dérivées Partielles Stochastiques). Danach war er Assistent am Institut für Theoretische Physik in Genf und ab 2002 als Post-Doktorand an der University of Warwick, wo er 2004 Lecturer wurde, 2006 Associate Professor, 2007 Reader und 2010 mit voller Professur. Seit 2013 war er dort Regius Professor of Mathematics. Er ist seit Oktober 2017 Professor am Imperial College London und seit 2023 Professor an der EPFL (École Polytechnique Fédérale de Lausanne). 
2009 war er Associate Professor am Courant Institute of Mathematical Sciences of New York University. Er war unter anderem Gastprofessor an der TU Berlin (2009), in Toulouse, Rennes, am Imperial College und in China.
2008 erhielt er den Whitehead-Preis und den Leverhulme Preis. 2009 erhielt er den Wolfson Research Merit Award der Royal Society. Er erhielt 2006 eine (auf fünf Jahre vergebene) EPSRC (Engineering and Physical Sciences Research Council) Advanced Research Fellowship. 2013 wurde er mit dem Fermat-Preis ausgezeichnet für seine Beiträge zur Analyse stochastischer partieller Differentialgleichungen, insbesondere zur Wohlgestelltheit von Problemen, der Regularität der Lösungen und Konvergenz zum Gleichgewicht (Laudatio). Insbesondere schuf er Methoden zur Behandlung nichtlinearer stochastischer PDEs, zum Beispiel der KPZ-Gleichung, die 1986 von den Namensgebern Mehran Kardar, Giorgio Parisi und Yi-Cheng Zhang eingeführt wurde und die in zufälliger Weise fluktuierende Grenzfläche zweier Medien beschreibt. Sie stellte Mathematiker vor ein Problem wegen ihrer Nichtlinearität, was zunächst die Betrachtung verallgemeinerter Lösungen (Distributionen) unmöglich machte. Hairer entwickelte (aufbauend auf der Rough Path Methode von Terry Lyons für gewöhnliche stochastische Differentialgleichungen) dafür eine Theorie von sog. Regularitätsstrukturen (das heißt, er fand eine Methode, das Rauschen von der Dynamik abzutrennen und das System zu regularisieren), zuerst bei der KPZ-Gleichung, später für viele weitere nichtlineare stochastische PDEs, auch in höheren Dimensionen (die KPZ-Gleichung beschreibt das Grenzflächenphänomen als eindimensionale Kurve). Nichtlineare stochastische partielle Differentialgleichungen haben viele Anwendungen, zum Beispiel im Finanzbereich.
Daneben erzielte er auch mit Jonathan Mattingly bedeutende Fortschritte bei der stochastischen Version der Navier-Stokes-Gleichung, der grundlegenden Gleichung der Hydrodynamik. Sie konnten die Ergodizität in zwei Dimensionen nachweisen.
Er ist Mitherausgeber von Probability Theory and Related Fields (ab 2008), Nonlinear Differential Equations and Applications und der Annales Henri Poincaré (Ser.B) des Institut Henri Poincaré (ab 2011). 2014 wurde er in die Royal Society aufgenommen und erhielt den Fröhlich-Preis der London Mathematical Society. 2014 erhielt er einen Consolidator Grant des European Research Council.
2014 war er Eingeladener Sprecher auf dem ICM in Seoul und erhielt dort die Fields-Medaille für Beiträge zur Theorie stochastischer partieller Differentialgleichungen und insbesondere Entwicklung einer Regularitätsstruktur für diese. 2015 wurde Hairer in die Academia Europaea und zum Mitglied der Leopoldina gewählt, ebenfalls 2015 in die Österreichische Akademie der Wissenschaften, 2016 in die Berlin-Brandenburgische Akademie der Wissenschaften, 2019 in die Akademie der Wissenschaften und der Literatur. Für 2021 erhielt er den Breakthrough Prize in Mathematics für bahnbrechende Beiträge zur Theorie der stochastischen Analysis, speziell für die Regularitätsstruktur stochastischer partieller Differentialgleichungen (Laudatio). 2022 wurde ihm der Internationale König-Faisal-Preis zugesprochen gemeinsam mit Nader Masmoudi. 2023 wurde Hairer ausgewählt, eine Gauß-Vorlesung zu halten, 2024 die Lars Onsager Lecture. Hairer ist Ehrenmitglied der Österreichischen Mathematischen Gesellschaft.
Er ist mit der Mathematikerin Xue-Mei Li verheiratet und entwickelt auch Software für den Macintosh (Audiobearbeitung, Amadeus bei HairerSoft, ab 1997). Die Anfänge der Entwicklung dieser Software brachten ihm 1995 den Jugend-Forschungspreis der Schweiz.

## Schriften (Auswahl)
- mit Jean-Pierre Eckmann: Uniqueness of the invariant measure for a stochastic PDE driven by degenerate noise. Comm. Math. Phys. 219 (2001), no. 3, 523–565.
- mit Jonathan Mattingly: Ergodicity of the 2D Navier-Stokes equations with degenerate stochastic forcing. Ann. of Math. (2) 164 (2006), no. 3, 993–1032.
- Solving the KPZ equation. Ann. of Math. (2) 178 (2013), no. 2, 559–664.
- A theory of regularity structures. Inv. Math. (2014) doi:10.1007/s00222-014-0505-4
- mit Peter Friz: A Course on Rough Paths: With an Introduction to Regularity Structures, Springer 2014